# Katgab
Katgab (dansk) eller Kattloch (tysk) er en bebyggelse, beliggende syd for Sønderup i bydelen Tarup i det østlige Flensborg i det nordlige Tyskland. Katgab bestod i 1820'erne af kun et enkelt kådnersted (husmandssted), som markerede Sønderups østlige grænse. I dag omfatter bebyggelsen seks parcelhuse. Husene ligger umiddlbart syd for banestrækningen Flensborg-Egernførde-Kiel. Syd for Katgab opstod efter året 2000 med Højmark (Hochfeld) et nyt parcelhus-kvarter.
Formerne viser, at navnet er et oprindeligt Kat(te)gat, der senere blev omdannet til Katgab. Navnet Kat(te)gat bliver anvendt for et smalt farvand, her måske i overført betydning om en bebyggelse ved en smal passage på landjorden. Stedet ligger ved vejen til Sønderup. Måske var det også et spotnavn for et kathul (sml. Kathule ved Lemvig).